# Drosophila yuwanensis
Drosophila yuwanensis este o specie de muște din genul Drosophila, familia Drosophilidae, descrisă de Kim și Toyohi Okada în anul 1988. Conform Catalogue of Life specia Drosophila yuwanensis nu are subspecii cunoscute.